# 404 Arsinoe
404 Arsinoe је астероид главног астероидног појаса са пречником од приближно 97,71 km.
Афел астероида је на удаљености од 3,109 астрономских јединица (АЈ) од Сунца, а перихел на 2,075 АЈ.
Ексцентрицитет орбите износи 0,199, инклинација (нагиб) орбите у односу на раван еклиптике 14,112 степени, а орбитални период износи 1524,832 дана (4,174 године).
Апсолутна магнитуда астероида је 9,01 а геометријски албедо 0,046.
Астероид је откривен 20. јуна 1895. године.